# عيآل يحيى (أرحب)

تعديل مصدري - تعديل

عيآل يحيى هي إحدى قرى عزلة المنصور بمديرية أرحب التابعة لمحافظة صنعاء، بلغ تعداد سكانها 871 نسمة حسب تعداد اليمن لعام 2004.